# Livingston megye (Michigan)
Livingston megye az Amerikai Egyesült Államokban, azon belül Michigan államban található. Megyeszékhelye és legnagyobb városa Howell. Lakosainak száma 193 866 fő (2020. április 1.). Livingston megye Genesee, Washtenaw, Oakland, Jackson, Ingham és Shiawassee megyékkel határos.

## Népesség
A megye népességének változása:
| Lakosok száma | 180 999 | 182 390 | 183 095 | 184 443 | 187 316 | 193 866 |
|               | 2010    | 2011    | 2012    | 2013    | 2015    | 2020    |